# روني دوف
روني دوف (بالإنجليزية: Ronnie Dove)‏ هو كاتب أغاني ومغني أمريكي، ولد في 7 سبتمبر 1935 في هيرندون في الولايات المتحدة.

## وصلات خارجية
- الموقع الرسمي
- روني دوف على موقع IMDb (الإنجليزية)
- روني دوف على موقع ميوزك برينز (الإنجليزية)
- روني دوف على موقع ديسكوغز (الإنجليزية)